# Conus velaensis
Espèce
Statut de conservation UICN

 LC  : Préoccupation mineure
Conus velaensis est une espèce de mollusques gastéropodes marins de la famille des Conidae.
Comme toutes les espèces du genre Conus, ces escargots sont prédateurs et venimeux. Ils sont capables de « piquer » les humains et doivent donc être manipulés avec précaution, voire pas du tout.

## Distribution
Cette espèce est présente dans la mer des Caraïbes au large de la Colombie.

### Niveau de risque d’extinction de l’espèce
Selon l'analyse de l'UICN réalisée en 2011 pour la définition du niveau de risque d'extinction, cette espèce se trouve en Colombie où elle est présente le long de la côte caraïbe et du golfe du Venezuela. Il n'y a pas de menaces connues, mais il n'y a pas de spécimens disponibles à la vente pour le moment. Cette espèce est classée dans la catégorie préoccupation mineure.

## Taxonomie

### Publication originale
L'espèce Conus velaensis a été décrite pour la première fois en 1993 par le malacologiste américain Edward James Petuch (d) dans « La Conchiglia »,.

### Synonymes
- Conus (Dauciconus) velaensis Petuch, 1993 · appellation alternative
- Purpuriconus velaensis (Petuch, 1993) · non accepté